# Circondario di Bankass
Il circondario di Bankass è un circondario del Mali facente parte della regione di Mopti. Il capoluogo è Bankass.

## Geografia antropica

### Suddivisioni amministrative
Il circondario di Bankass è suddiviso in 12 comuni:
- Bankass
- Baye
- Diallassagou
- Dimbal Habé
- Kani Bozon
- Koulogon Habé
- Léssagou Habé
- Ouonkoro
- Ségué
- Sokoura
- Soubala
- Tori